# Zweiundzwanzigpunkt-Marienkäfer

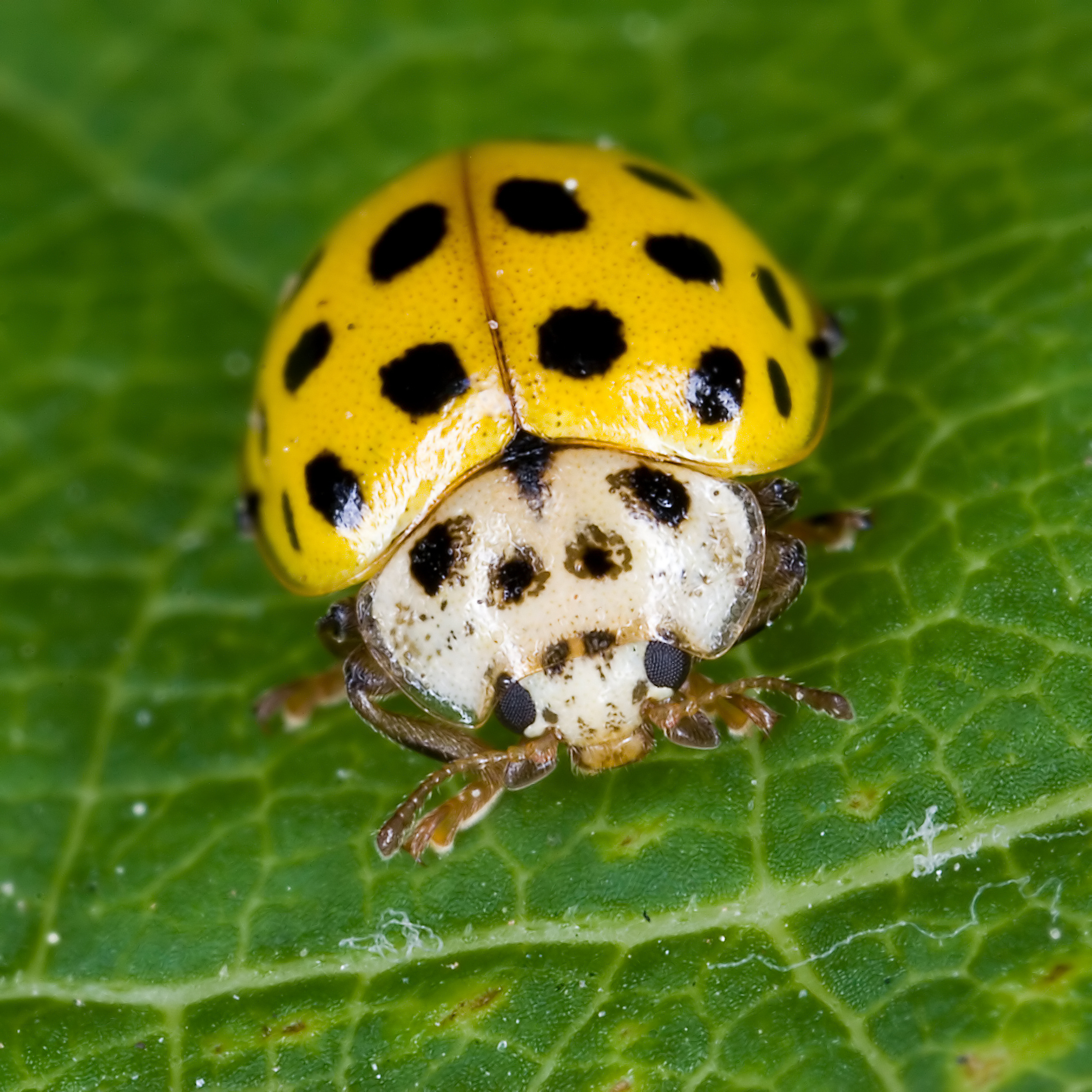
Käfer mit weißem Halsschild

Der Zweiundzwanzigpunkt-Marienkäfer oder Pilz-Marienkäfer (Psyllobora vigintiduopunctata) ist ein Käfer aus der Familie der Marienkäfer (Coccinellidae). 

## Merkmale
Die Käfer werden drei bis 4,5 Millimeter lang und haben einen fast kreisrunden Körper. Ihre Deckflügel sind kräftig gelb gefärbt und weisen je elf schwarze Punkte auf. Auch das Schildchen (Scutellum) ist schwarz. Auf dem ebenfalls gelben, bei Männchen aber regelmäßig auch hellen Halsschild befinden sich fünf symmetrisch angeordnete, schwarze Flecken, einer davon direkt am Schildchen. 
Die Unterseite der Käfer ist schwarz und hat gelbe Flecken. Sowohl ihre Fühler, als auch ihre Beine sind bis auf die dunklen Femora gelb gefärbt. Die vorletzten Glieder der Fühler sind länger als breit. Selten gibt es Exemplare, bei denen Flecken miteinander verbunden sind oder bei denen manche fehlen. 
Die Larven sind ebenfalls gelb und haben am ganzen Körper schwarze Fortsätze, aus denen Büschel mit schwarzen Haaren wachsen. Auch die Beine sind schwarz.

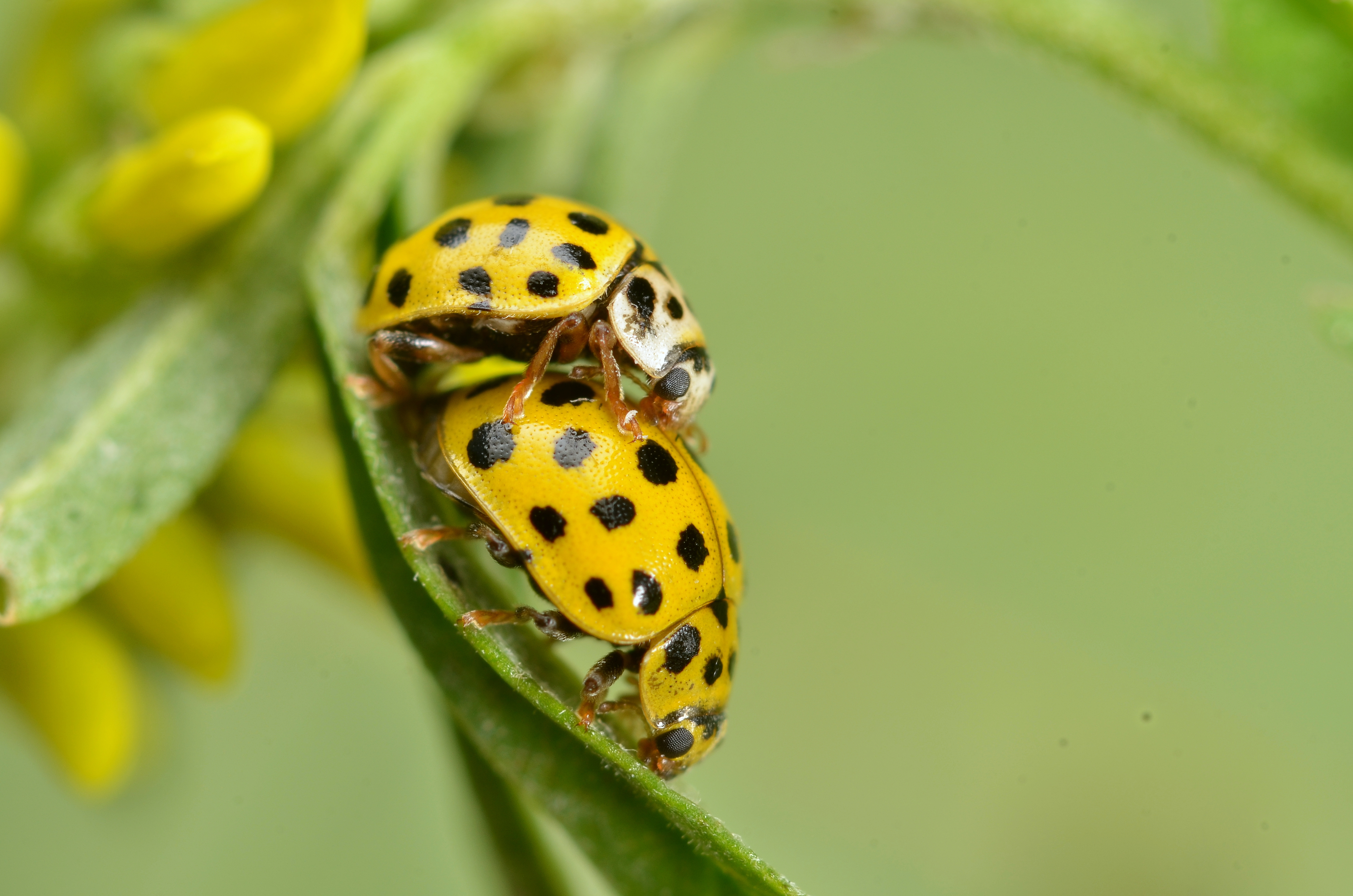
Paarung
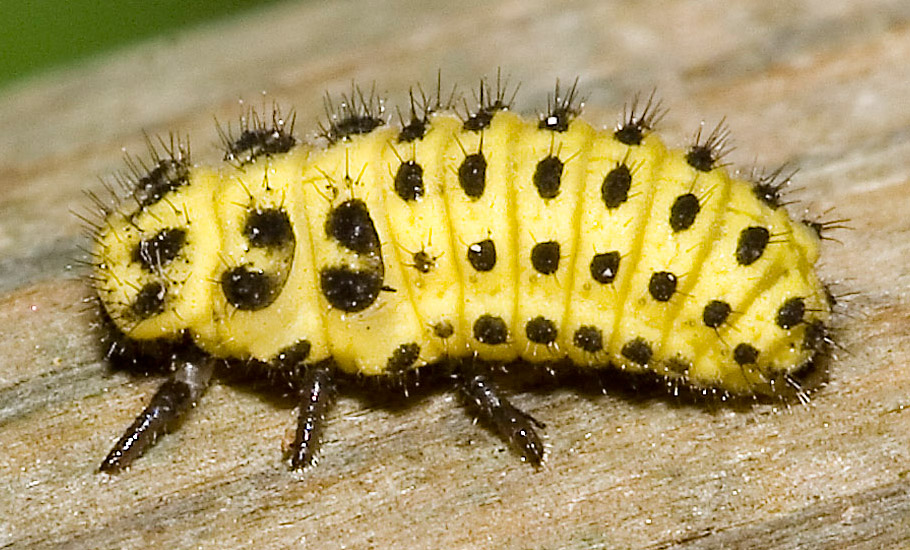
Larve
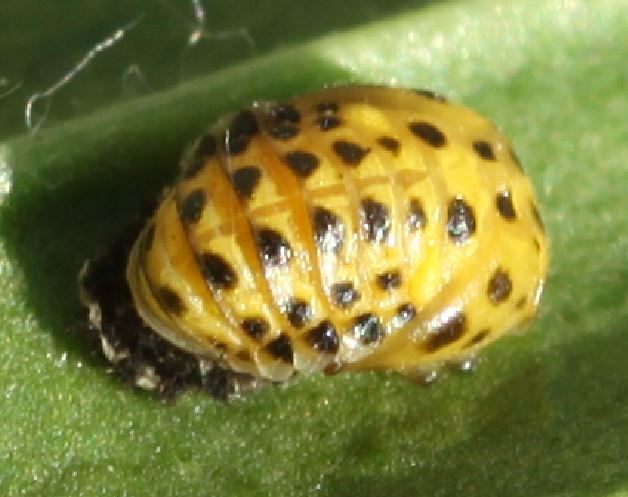
Puppe

## Vorkommen
Die Tiere kommen in weiten Teilen Europas, Nordafrika und Asien vor. Sie fehlen vor allem im hohen Norden. Sie leben an Waldrändern, Wiesen und auch in Gärten. Besonders häufig findet man sie auf Eichen. Die Imagines fliegen von April bis September.

## Lebensweise
Die erwachsenen Tiere ernähren sich ebenso wie die Larven mycetophag von Echtem Mehltau und überwintern als Imagines häufig in größeren Gesellschaften, selten auch alleine im Boden. Wegen ihrer Pilznahrung gelten sie bei Gärtnern als Nützlinge. Bei Gefahr zieht der Käfer die Beine an seinen Körper und stellt sich tot. Aus seinen Beinen sondert er dabei ein übelriechendes Wehrsekret ab (Reflexbluten). Im Frühling legen die Weibchen die Eier auf von Mehltau befallene Blätter. Die Larven führen eine ähnliche Lebensweise wie die Käfer. Sie entwickeln sich auf Blättern, die von Mehltau befallen sind.